# Ronde van Indre en Loire
De Ronde van Indre en Loire is een voormalige meerdaagse Franse wielerwedstrijd die werd verreden in het departement van Indre-et-Loire. In totaal kent de wedstrijd dertien edities, deze vonden plaats tussen 1970 en 1982. De wedstrijd kende veelal vier etappes, inclusief een proloog of een b-gedeelte van de derde etappe.
In 1974 en 1975 werd de wedstrijd gewonnen door een Nederlander. In 1974 won Hennie Kuiper en in 1975 zegevierde Roy Schuiten. In 1980 won de Belg Jean-Luc Vandenbroucke deze etappekoers.

## Lijst van winnaars

### Overwinningen per land
| Overwinningen | Land                       |
| ------------- | -------------------------- |
| 6             | Frankrijk                  |
| 2             | Italië, Nederland          |
| 1             | België, Duitsland, Ierland |